# Női 1500 méteres síkfutás a 2024. évi nyári olimpiai játékokon
A 2024. évi nyári olimpiai játékokon az atlétika női 1500 méteres síkfutás előfutamait 2024. augusztus 6-án, vigaszági futamait 7-én, elődöntőit 8-án, döntőjét pedig augusztus 10-én rendezték a párizsi Stade de France-ban. A versenyen kenyai siker született, Faith Kipyegon sorozatban harmadszor nyerte meg ezt a számot és ezzel ő lett az első női atléta, aki egyéni versenyben ugyanazon a távon háromszor is győzni tudott olimpián.

## Verseny
A szám fő esélyesének az előző két olimpia győztesét, a kenyai Faith Kipyegont tartották. Ugyan a szezon elején kisebb sérüléssel bajlódott, de miután visszatért nagyszerű formát mutatott. Júliusban egy Diamond League versenyen megdöntötte saját korábbi világcsúcsát is. Az etióp Gudaf Tsegay is hasonlóan jó eredményekkel érkezett az olimpiára, aki 2023 szeptemberében döntött 5000 méteres távon világcsúcsot, illetve emellett a fedett pályás 1500 méteres síkfutás világcsúcstartója. Az ausztrál Jessica Hull is elért kiemelkedő sikert a felkészülési időszakban, a 2000 méteres táv világcsúcsát döntötte meg 2024 júliusában.
A döntőbe minden esélyes versenyző bejutott. A rajt után Tsegay állt az élre és erős tempót futott. Egészen az utolsó kör elejéig ő diktálta az iramot, de 400 méterrel a vége előtt elfáradt és fokozatosan visszaesett a mezőny végére. Az addig közvetlenül mögötte haladó Kipyegon vette át az utolsó körre a vezetést, őt követte az etióp Welteji, az ausztrál Hull és a brit Bell. 150 méterrel a vége előtt tovább tudott gyorsulni Kipyegon és a célegyenesre fordulva már jelentős előnnyel vezetett. Az utolsó 100 méteren Weltejit lehajrázta a mögötte jövő két versenyző, így alakult ki a dobogósok sorrendje. Kipyegon végül új olimpiai csúccsal ért célba megszerezve egymás után harmadik olimpiai bajnoki címét ezen a távon.

## Rekordok
A versenyt megelőzően a következő rekordok voltak érvényben:
| Világrekord     | Faith Kipyegon (KEN) | 3:49,04 | Párizs, Franciaország | 2024. július 7.    |
| Olimpiai rekord | Faith Kipyegon (KEN) | 3:53,11 | Tokió, Japán          | 2021. augusztus 6. |

A döntőben új olimpiai rekord született.
| Olimpiai rekord | Faith Kipyegon (KEN) | 3:51,29 | Párizs, Franciaország | 2024. augusztus 10. |

## Eredmények
Az időeredmények perc:másodpercben értendők. A rövidítések jelentése a következő:
| - OR: olimpiai rekord - NR: országos rekord - PB: egyéni legjobb eredménye | - SB: 2024-ben az addigi legjobb eredménye - DNS: nem indult a futamon - DNF: nem ért célba |

### Előfutamok
Mindhárom előfutam első hat helyezettje automatikusan az elődöntőbe jutott.
1. előfutam
| H   | Név                  | Nemzet           | E              | Mj |
| --- | -------------------- | ---------------- | -------------- | -- |
| 1.  | Gudaf Tsegay         | Etiópia          | 3:58,84        | Q  |
| 2.  | Laura Muir           | Nagy-Britannia   | 3:58,91        | Q  |
| 3.  | Susan Ejore          | Kenya            | 3:59,01        | Q  |
| 4.  | Georgia Griffith     | Ausztrália       | 3:59,22 (,217) | Q  |
| 5.  | Agathe Guillemot     | Franciaország    | 3:59,22 (,220) | Q  |
| 6.  | Emily Mackay         | Egyesült Államok | 3:59,63        | Q  |
| 7.  | Sophie O'Sullivan    | Írország         | 4:00,23        | PB |
| 8.  | Sintayehu Vissa      | Olaszország      | 4:00,69        | PB |
| 9.  | Águeda Marqués       | Spanyolország    | 4:01,60        | PB |
| 10. | Lucia Stafford       | Kanada           | 4:02,22        | SB |
| 11. | Tanaka Nozomi        | Japán            | 4:04,28        | qR |
| 12. | Vera Hoffmann        | Luxemburg        | 4:07,64        |    |
| 13. | Adelle Tracey        | Jamaica          | 4:09,33        | SB |
| 14. | Aleksandra Płocińska | Lengyelország    | 4:10,12        |    |
| 15. | Joselyn Brea         | Venezuela        | 4:13,77        |    |

2. előfutam
| H   | Név                 | Nemzet           | E       | Mj    |
| --- | ------------------- | ---------------- | ------- | ----- |
| 1.  | Diribe Welteji      | Etiópia          | 3:59,73 | Q     |
| 2.  | Georgia Bell        | Nagy-Britannia   | 4:00,29 | Q     |
| 3.  | Nikki Hiltz         | Egyesült Államok | 4:00,42 | Q     |
| 4.  | Faith Kipyegon      | Kenya            | 4:00,74 | Q     |
| 5.  | Weronika Lizakowska | Lengyelország    | 4:01,54 | Q, PB |
| 6.  | Maia Ramsden        | Új-Zéland        | 4:02,83 | Q     |
| 7.  | Sarah Healy         | Írország         | 4:02,91 |       |
| 8.  | Linden Hall         | Ausztrália       | 4:03,89 |       |
| 9.  | Simone Plourde      | Kanada           | 4:06,59 |       |
| 10. | Esther Guerrero     | Spanyolország    | 4:06,60 |       |
| 11. | Nele Weßel          | Németország      | 4:08,55 |       |
| 12. | Sara Lappalainen    | Finnország       | 4:08,66 |       |
| 13. | Gotó Jume           | Japán            | 4:09,41 | PB    |
| 14. | Federica Del Buono  | Olaszország      | 4:10,14 |       |
| 15. | María Pía Fernández | Uruguay          | 4:19,30 |       |

3. előfutam
| H   | Név                    | Nemzet                      | E       | Mj    |
| --- | ---------------------- | --------------------------- | ------- | ----- |
| 1.  | Nelly Chepchirchir     | Kenya                       | 4:02,67 | Q     |
| 2.  | Jessica Hull           | Ausztrália                  | 4:02,70 | Q     |
| 3.  | Elle St, Pierre        | Egyesült Államok            | 4:03,22 | Q     |
| 4.  | Klaudia Kazimierska    | Lengyelország               | 4:03,49 | Q     |
| 5.  | Salomé Afonso          | Portugália                  | 4:04,42 | Q, PB |
| 6.  | Marta Pérez            | Spanyolország               | 4:04,94 | Q     |
| 7.  | Kristiina Sasínek Mäki | Csehország                  | 4:06,07 |       |
| 8.  | Revée Walcott-Nolan    | Nagy-Britannia              | 4:06,44 |       |
| 9.  | Elise Vanderelst       | Belgium                     | 4:06,95 |       |
| 10. | Winnie Nanyondo        | Uganda                      | 4:07,06 |       |
| 11. | Birke Haylom           | Etiópia                     | 4:07,15 |       |
| 12. | Kate Current           | Kanada                      | 4:09,81 |       |
| 13. | Ludovica Cavalli       | Olaszország                 | 4:11,68 |       |
| 14. | Farida Abaroge         | Menekültek olimpiai csapata | 4:29,27 | SB    |

### Vigaszág
A vigaszági futamok első három helyezettje jutott az elődöntőbe.
1. futam
| H   | Név                | Nemzet                      | E       | Mj  |
| --- | ------------------ | --------------------------- | ------- | --- |
| 1.  | Birke Haylom       | Etiópia                     | 4:01,47 | Q   |
| 2.  | Ludovica Cavalli   | Olaszország                 | 4:02,46 | Q   |
| 3.  | Esther Guerrero    | Spanyolország               | 4:03,15 | Q   |
| 4.  | Sophie O'Sullivan  | Írország                    | 4:03,73 |     |
| 5.  | Lucia Stafford     | Kanada                      | 4:04,26 |     |
| 6.  | Joselyn Brea       | Venezuela                   | 4:05,93 |     |
| 7.  | Federica del Buono | Olaszország                 | 4:06,00 |     |
| 8.  | Winnie Nanyondo    | Uganda                      | 4:06,35 |     |
| 9.  | Nele Weßel         | Németország                 | 4:07,22 |     |
| 10. | Kate Current       | Kanada                      | 4:08,91 |     |
| 11. | Gotó Jume          | Japán                       | 4:10,40 |     |
| 12. | Farida Abaroge     | Menekültek olimpiai csapata | 4:30,53 |     |
|     | Sara Lappalainen   | Finnország                  |         | DNS |

2. futam
| H   | Név                    | Nemzet         | E       | Mj |
| --- | ---------------------- | -------------- | ------- | -- |
| 1.  | Sintayehu Vissa        | Olaszország    | 4:06,71 | Q  |
| 2.  | Revée Walcott-Nolan    | Nagy-Britannia | 4:06,73 | Q  |
| 3.  | Águeda Marqués         | Spanyolország  | 4:07,05 | Q  |
| 4.  | Sarah Healy            | Írország       | 4:07,60 |    |
| 5.  | Kristiina Sasínek Mäki | Csehország     | 4:07,80 |    |
| 6.  | Simone Plourde         | Kanada         | 4:08,49 |    |
| 7.  | Elise Vanderelst       | Belgium        | 4:08,86 |    |
| 8.  | Linden Hall            | Ausztrália     | 4:09,05 |    |
| 9.  | Aleksandra Płocińska   | Lengyelország  | 4:09,47 |    |
| 10. | Vera Hoffmann          | Luxemburg      | 4:11,28 |    |
| 11. | Adelle Tracey          | Jamaica        | 4:14,52 |    |
| 12. | María Pía Fernández    | Uruguay        | 4:16,46 |    |

### Elődöntő
1. elődöntő
| H   | Név                 | Nemzet           | E       | Mj    |
| --- | ------------------- | ---------------- | ------- | ----- |
| 1.  | Faith Kipyegon      | Kenya            | 3:58,64 | Q     |
| 2.  | Georgia Bell        | Nagy-Britannia   | 3:59,49 | Q     |
| 3.  | Elle St, Pierre     | Egyesült Államok | 3:59,74 | Q     |
| 4.  | Laura Muir          | Nagy-Britannia   | 3:59,83 | Q     |
| 5.  | Klaudia Kazimierska | Lengyelország    | 4:00,21 | Q, PB |
| 6.  | Águeda Marqués      | Spanyolország    | 4:01,90 | Q     |
| 7.  | Esther Guerrero     | Spanyolország    | 4:01,94 |       |
| 8.  | Maia Ramsden        | Új-Zéland        | 4:02,20 | NR    |
| 9.  | Georgia Griffith    | Ausztrália       | 4:02,69 |       |
| 10. | Birke Haylom        | Etiópia          | 4:03,11 |       |
| 11. | Nelly Chepchirchir  | Kenya            | 4:03,24 |       |
| 12. | Ludovica Cavalli    | Olaszország      | 4:03,59 |       |

2. elődöntő
| H   | Név                 | Nemzet           | E       | Mj    |
| --- | ------------------- | ---------------- | ------- | ----- |
| 1.  | Diribe Welteji      | Etiópia          | 3:55,10 | Q     |
| 2.  | Jessica Hull        | Ausztrália       | 3:55,40 | Q     |
| 3.  | Nikki Hiltz         | Egyesült Államok | 3:56,17 | Q     |
| 4.  | Gudaf Tsegay        | Etiópia          | 3:56,41 | Q     |
| 5.  | Susan Ejore         | Kenya            | 3:56,57 | Q, PB |
| 6.  | Agathe Guillemot    | Franciaország    | 3:56,69 | Q, NR |
| 7.  | Weronika Lizakowska | Lengyelország    | 3:57,31 | NR    |
| 8.  | Marta Pérez         | Spanyolország    | 3:57,75 | NR    |
| 9.  | Revée Walcott-Nolan | Nagy-Britannia   | 3:58,08 | PB    |
| 10. | Sintayehu Vissa     | Olaszország      | 3:58,11 | NR    |
| 11. | Tanaka Nozomi       | Japán            | 3:59,70 | SB    |
| 12. | Salomé Afonso       | Portugália       | 3:59,96 | PB    |
| 13. | Emily Mackay        | Egyesült Államok | 4:02,03 |       |

### Döntő
| H     | Név                     | Nemzet           | E       | Mj |
| ----- | ----------------------- | ---------------- | ------- | -- |
| Arany | Faith Kipyegon          | Kenya            | 3:51,29 | OR |
| Ezüst | Jessica Hull            | Ausztrália       | 3:52,56 |    |
| Bronz | Georgia Bell            | Nagy-Britannia   | 3:52,61 | NR |
| 4.    | Diribe Welteji          | Etiópia          | 3:52,75 | PB |
| 5.    | Laura Muir              | Nagy-Britannia   | 3:53,37 | PB |
| 6.    | Susan Ejore             | Kenya            | 3:56,07 | PB |
| 7.    | Nikki Hiltz             | Egyesült Államok | 3:56,38 |    |
| 8.    | Elle Purrier St, Pierre | Egyesült Államok | 3:57,52 |    |
| 9.    | Agathe Guillemot        | Franciaország    | 3:59,08 |    |
| 10.   | Klaudia Kazimierska     | Lengyelország    | 4:00,12 | PB |
| 11.   | Águeda Marqués          | Spanyolország    | 4:00,31 | PB |
| 12.   | Gudaf Tsegay            | Etiópia          | 4:01,27 |    |